# Paralouatta
Genre
Paralouatta est un genre fossile de platyrrhiniens qui contient actuellement deux espèces de petits primates qui vivaient sur l'île de Cuba.

## Liste des espèces
Selon GBIF (30 juillet 2023) :
- † Paralouatta marianae MacPhee et al., 2003
- † Paralouatta varonai Rivero & Arredondo, 1991 - espèce type

L'espèce type, Paralouatta varonai, a été décrite à partir d'un crâne presque complet de la fin du Quaternaire en 1991. Ce crâne et un certain nombre de dents isolées et d'os post-crâniens ont été trouvés dans la Cueva del Mono, un site de grotte dans la province de Pinar del Río. La description initiale du crâne comprenait une proposition selon laquelle Paralouatta varonai était un proche parent caribéen des Alouatta (singes hurleurs) existants d'Amérique centrale et du Sud, mais ce placement taxonomique a été remis en question avec l'analyse des restes dentaires. Sur la base de similitudes partagées avec les trois autres singes des Caraïbes, Xenothrix mcgregori, Insulacebus toussaintiana et Antillothrix bernensis, MacPhee et Horovitz ont proposé que les primates des Caraïbes fassent partie d'un rayonnement monophylétique qui est entré dans les Caraïbes à la frontière oligocène-miocène. Des recherches plus poussées confirment cette évaluation et placent ces trois espèces dans la tribu des Xenotrichini. Cependant, des recherches plus récentes restaurent sa relation étroite avec Alouatta. La morphologie post-crânienne de Paralouatta suggère qu'il était en partie terrestre, et un exemple probable de gigantisme insulaire.
La deuxième espèce, Paralouatta marianae, a également été décrite dans la formation Burdigalien (~ 18 millions d'années) Lagunitas (en) et est le plus grand primate néotropical connu de cette époque.

## Paléobiologie
Paralouatta avait une masse corporelle estimée à 8,4 kg. L'analyse de la morphologie post-crânienne suggère que Paralouatta était au moins quelque peu semi-terrestre, ce qui en fait le genre platyrrhine le plus terrestre connu.

## Classification
Le nom valide complet (avec auteur) de ce taxon est Paralouatta Rivero (d) & Arredondo (d), 1991.

### Publication originale
- M. Rivero et O. Arredondo, « Paralouatta varonai, a new Quaternary platyrrhine from Cuba », Journal of Human Evolution, vol. 21,‎ 1991, p. 1–11 (DOI 10.1016/0047-2484(91)90032-Q)